# Phil Thornalley
Philip Carden Thornalley (nascido a 5 de Janeiro de 1960 em Worlington, Suffolk, Inglaterra) é um engenheiro de som, produtor e ocasionalmente baixista e vocalista. Está ligado à industria musical desde 1978.

## Biografia
Thornalley começou a trabalhar como engenheiro de som, nos estúdos RAK em Londres para o produtor Mickie Most (Hot Chocolate, Kim Wilde, Chris Spedding and Racey). Trabalhou também com o produtor Steve Lillywhite (Psychedelic Furs e Thompson Twins). Com a experiencia adquirida, foi o produtor do álbum Pornography do The Cure. Com a saída do baixista, Simon Gallup dos Cure, Phil passou a ocupar o lugar deste na banda até o seu regresso.
Em 1984, Phil foi nomeado para um Grammy pelo seu trabalho com os Thompson Twins. Trabalhou como engenheiro de mistura para os Duran Duran, XTC, Sting, Ash e Cyndi Lauper. Foi produtor para os Prefab Sprout, Orange Juice e Seona Dancing, e co-produziu Robbie Nevil. Produziu o hit international "C'est La Vie" em 1986. Depois fez álbuns como cantor/compositor nos Swamp e como membro dos Johnny Hates Jazz. Desde então, Thornalley tem trabalhado principalmente como compositor e produtor. Seu grande triunfo comercial nessa área foi em 1997, com o single "Torn" da cantora Natalie Imbruglia. 
Ele também trabalhou com artistas como Bryan Adams, Melanie C, Ronan Keating, BBMak, Mattafix, Holly Vallance, Shannon Noll e Brian McFadden.

## Ligações Externas
- Discografia de Phil Thornalley (Discogs.com)